# فرد وورال
فرد وورال (به انگلیسی: Fred Worrall) بازیکن فوتبال زادهٔ ۸ سپتامبر ۱۹۱۰ اهل کشور انگلستان که سابقهٔ بازی در تیم ملی فوتبال انگلستان را در کارنامهٔ خود دارد. وی در تاریخ ۱۸ مه ۱۹۳۵ نخستین بازی ملی خود را در مقابل تیم ملی فوتبال هلند انجام داد و با حضور در ۲ بازی ملی، در تاریخ ۱۸ نوامبر ۱۹۳۶ واپسین بازی ملی‌اش را در برابر تیم ملی فوتبال ایرلند شمالی برگزار کرد.
این بازیکن توانسته در بازی‌های ملی، ۲ گل به ثمر برساند.